# Associazione Sportiva Livorno Calcio 2008-2009
Questa pagina raccoglie i dati riguardanti l'Associazione Sportiva Livorno Calcio nelle competizioni ufficiali della stagione 2008-2009.

## Stagione

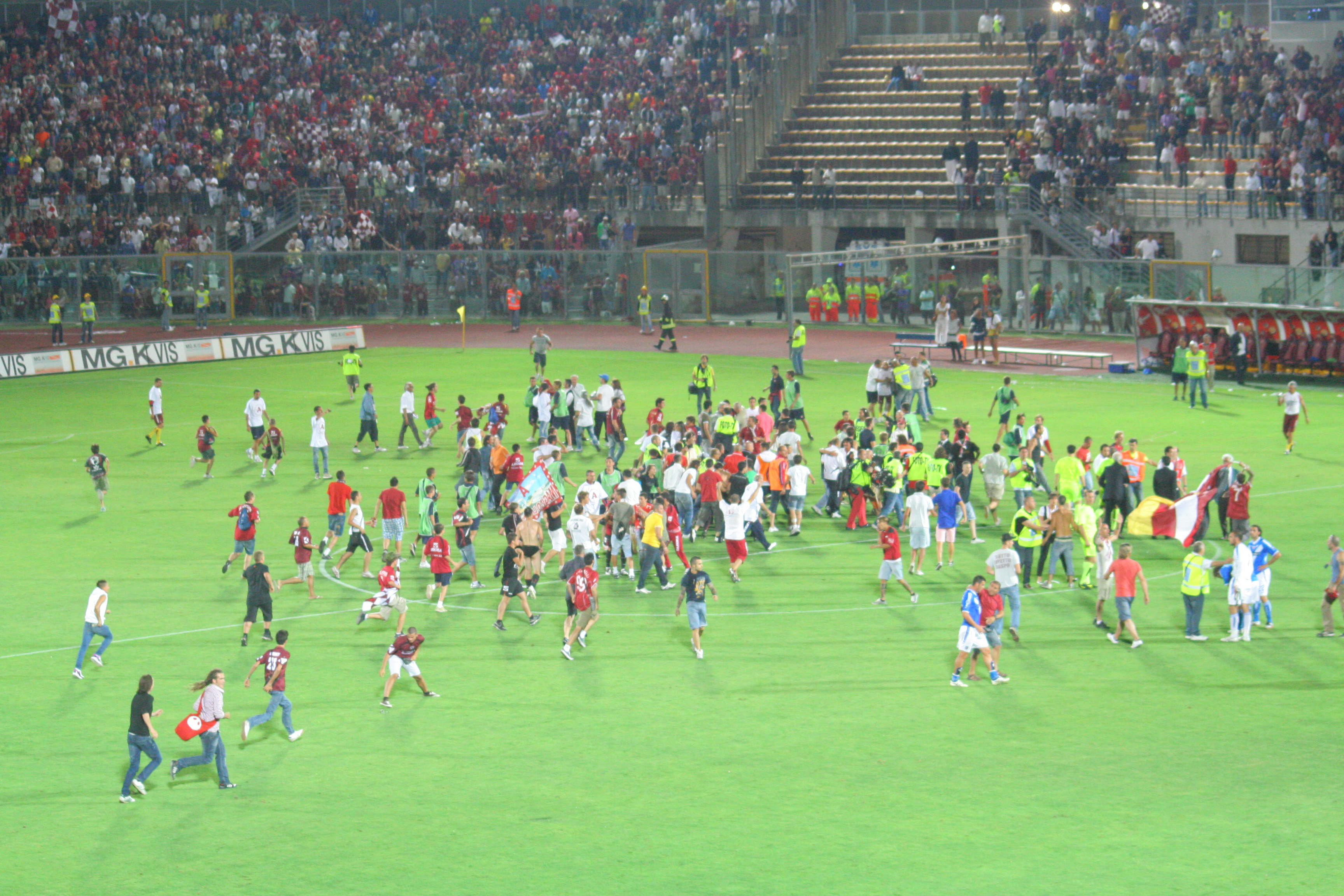
La festa del 20 giugno 2009 dopo la vittoria nella finale Playoff

Nella stagione 2008-2009 il Campionato di Serie B del Livorno è contraddistinto da una formazione basata su molti giovani, ricevuti in prestito da squadre di serie A, e sui migliori giocatori del precedente campionato. La squadra mantiene un andamento costante e positivo durante tutta la prima parte del campionato, che gli permette di classificarsi al primo posto del girone d'andata con 38 punti, con una sola sconfitta ad Empoli. Nel mercato di riparazione viene acquistato il giocatore argentino Gastón Cellerino. Causa un mancato rafforzamento nel mercato di riparazione e di un'involuzione fisica, tattica e caratteriale, la squadra nel girone di ritorno, perde la testa della classifica a scapito del Parma e del Bari, senza poter accedere alla promozione diretta in serie A. Il 23 maggio dopo l'ennesima sconfitta casalinga (0-1) nei confronti dell'AlbinoLeffe il presidente Aldo Spinelli decide di licenziare l'allenatore Leonardo Acori e di affidare la panchina della squadra all'allenatore in seconda Gennaro Ruotolo. La massima serie viene comunque conquistata vincendo i Play-off che vedono gli amaranto affrontare prima in semifinale il Grosseto (and. 0-2 e rit 4-1) e poi in finale il Brescia (and. 2-2 e rit. 3-0). I protagonisti della stagione sono Alessandro Diamanti (13 più 3 reti nei playoff) e Francesco Tavano (24 gol più 3 centri nei playoff), che con i loro gol e assist hanno aperto le porte della Serie A alla squadra labronica.

## Rosa
| N. |                      | Ruolo | Calciatore                  |
| -- | -------------------- | ----- | --------------------------- |
| 1  | Italia (bandiera)    | P     | Alfonso De Lucia            |
| 2  | Italia (bandiera)    | D     | Romano Perticone            |
| 3  | Italia (bandiera)    | C     | Antonio Filippini           |
| 4  | Italia (bandiera)    | C     | Emanuele Filippini          |
| 5  | Italia (bandiera)    | D     | Emanuele Terranova          |
| 6  | Danimarca (bandiera) | C     | Martin Bergvold             |
| 7  | Italia (bandiera)    | C     | Nico Pulzetti               |
| 8  | Italia (bandiera)    | D     | Riccardo Bonetto            |
| 9  | Lituania (bandiera)  | A     | Tomas Danilevičius          |
| 10 | Italia (bandiera)    | A     | Francesco Tavano (Capitano) |
| 11 | Brasile (bandiera)   | A     | Paulinho                    |
| 15 | Argentina (bandiera) | A     | Gastón Cellerino            |
| 16 | Argentina (bandiera) | A     | Federico Laurito            |
| 17 | Uruguay (bandiera)   | D     | Leonardo Migliónico         |
| 18 | Italia (bandiera)    | D     | Gennaro Scognamiglio        |
| 19 | Italia (bandiera)    | P     | Luca Mazzoni                |

| N. |                    | Ruolo | Calciatore          |
| -- | ------------------ | ----- | ------------------- |
| 20 | Italia (bandiera)  | A     | Fausto Rossini      |
| 21 | Italia (bandiera)  | C     | Massimo Loviso      |
| 22 | Italia (bandiera)  | A     | Francesco Volpe     |
| 23 | Italia (bandiera)  | C     | Alessandro Diamanti |
| 25 | Italia (bandiera)  | C     | Andrea Migliorini   |
| 29 | Italia (bandiera)  | P     | Alessandro Vono     |
| 46 | Italia (bandiera)  | D     | Giuseppe Rizza      |
| 54 | Brasile (bandiera) | D     | Marcus Diniz        |
| 66 | Italia (bandiera)  | D     | Fabio Galante       |
| 77 | Italia (bandiera)  | D     | Alessandro Grandoni |
| 83 | Italia (bandiera)  | C     | Antonio Candreva    |
| 87 | Italia (bandiera)  | D     | Aleandro Rosi       |
| 90 | Italia (bandiera)  | C     | Nicolò Piombino     |
| 91 | Italia (bandiera)  | D     | Samuele Modica      |
| 92 | Italia (bandiera)  | C     | Matteo Gorelli      |

## Calciomercato

### Sessione invernale
| Acquisti | Acquisti         | Acquisti         | Acquisti   |
| R.       | Nome             | da               | Modalità   |
| -------- | ---------------- | ---------------- | ---------- |
| A        | Gastón Cellerino | Rangers de Talca | definitivo |

| Cessioni | Cessioni                   | Cessioni   | Cessioni      |
| R.       | Nome                       | a          | Modalità      |
| -------- | -------------------------- | ---------- | ------------- |
| D        | Marcus Plínio Diniz Paixão | Crotone    | prestito      |
| C        | Federico Laurito           | Udinese    | fine prestito |
| C        | Andrea Migliorini          | Pro Patria | prestito      |

## Risultati

### Campionato

#### Girone di andata
| Arbitro: | Mazzoleni (Bergamo) |

|              |           |                             |
| Szatmari 54’ | Marcatori | 45’ (rig.), 59’, 62’ Tavano |

| Arbitro: | Trefoloni (Siena) |

|                  |           |            |
| A. Filippini 63’ | Marcatori | 50’ Corona |

| Arbitro: | Gava (Conegliano) |

|               |           |            |
| Graffiedi 61’ | Marcatori | 33’ Tavano |

| Arbitro: | Morganti (Ascoli Piceno) |

|              |           |                     |
| Diamanti 72’ | Marcatori | 79’ (rig.) Genevier |

| Bari 23 settembre 2008, ore 20:30 5ª giornata | Bari                      | 0 – 0 | Livorno | Stadio San Nicola\| Arbitro: \| Dondarini (Finale Emilia) \| |
| Arbitro:                                      | Dondarini (Finale Emilia) |       |         |                                                              |

| Livorno 27 settembre 2008, ore 16:00 6ª giornata | Livorno             | 0 – 0 | Grosseto | Stadio Armando Picchi\| Arbitro: \| Gervasoni (Mantova) \| |
| Arbitro:                                         | Gervasoni (Mantova) |       |          |                                                            |

| Arbitro: | Valeri (Roma) |

|                      |           |             |
| Corvia 41’ Buscé 72’ | Marcatori | 4’ Candreva |

| Arbitro: | Celi (Campobasso) |

|                                                              |           |                        |
| F. Rossini 6’, 36’ Loviso 10’ Pulzetti 16’ Tavano 74’ (rig.) | Marcatori | 55’ Santoruvo 89’ Eder |

| Treviso 18 ottobre 2008, ore 16:00 9ª giornata | Cittadella           | 0 – 0 | Livorno | Stadio Omobono Tenni\| Arbitro: \| Cavarretta (Trapani) \| |
| Arbitro:                                       | Cavarretta (Trapani) |       |         |                                                            |

| Arbitro: | Girardi (San Donà di Piave) |

|                             |           |                 |
| F. Rossini 45+1’ Tavano 61’ | Marcatori | 82’ Vantaggiato |

| Arbitro: | Tozzi (Ostia Lido) |

|                                   |           |                   |
| Mastronunzio 57’ (rig.) Nassi 73’ | Marcatori | 56’, 74’ Diamanti |

| Arbitro: | Orsato (Schio) |

|                       |           |  |
| Tavano 31’ Loviso 66’ | Marcatori |  |

| Arbitro: | De Marco (Chiavari) |

|  |           |              |
|  | Marcatori | 79’ Diamanti |

| Livorno 15 novembre 2008, ore 16:00 14ª giornata | Livorno             | 0 – 0 | Treviso | Stadio Armando Picchi\| Arbitro: \| Giannoccaro (Lecce) \| |
| Arbitro:                                         | Giannoccaro (Lecce) |       |         |                                                            |

| Parma 22 novembre 2008, ore 16:00 15ª giornata | Parma            | 0 – 0 | Livorno | Stadio Ennio Tardini\| Arbitro: \| Rosetti (Torino) \| |
| Arbitro:                                       | Rosetti (Torino) |       |         |                                                        |

| Modena 29 novembre 2008, ore 16:00 16ª giornata | Modena              | 0 – 0 | Livorno | Stadio Alberto Braglia\| Arbitro: \| De Marco (Chiavari) \| |
| Arbitro:                                        | De Marco (Chiavari) |       |         |                                                             |

| Arbitro: | Tommasi (Bassano del Grappa) |

|                                      |           |  |
| Tavano 21’ Candreva 68’ Diamanti 90’ | Marcatori |  |

| Arbitro: | Celi (Campobasso) |

|             |           |             |
| Minelli 25’ | Marcatori | 7’ Diamanti |

| Arbitro: | Gervasoni (Mantova) |

|                             |           |                          |
| Loviso 2’ Tavano 38’, 90+4’ | Marcatori | 44’ Zampagna 76’ Masucci |

| Arbitro: | Marelli (Como) |

|  |           |              |
|  | Marcatori | 64’ Pulzetti |

| Arbitro: | Girardi (San Donà di Piave) |

|                |           |  |
| F. Rossini 62’ | Marcatori |  |

#### Girone di ritorno
| Livorno 24 gennaio 2009, ore 16:00 22ª giornata | Livorno         | 0 – 0 | Avellino | Stadio Armando Picchi\| Arbitro: \| Brighi (Cesena) \| |
| Arbitro:                                        | Brighi (Cesena) |       |          |                                                        |

| Arbitro: | Morganti (Ascoli Piceno) |

|                       |           |                                                             |
| Rizzi 27’ Sedivec 87’ | Marcatori | 5’ F. Rossini 46’, 53’ Tavano 59’ Diamanti 85’ Danilevicius |

| Arbitro: | Candussio (Cervignano del Friuli) |

|                                       |           |  |
| Tavano 4’ Diamanti 25’ F. Rossini 28’ | Marcatori |  |

| Arbitro: | Farina (Novi Ligure) |

|                          |           |              |
| G. Greco 10’ Viviani 45’ | Marcatori | 43’ Diamanti |

| Arbitro: | Rocchi (Firenze) |

|                |           |             |
| F. Rossini 42’ | Marcatori | 27’ Guberti |

| Arbitro: | Rosetti (Torino) |

|                                    |           |                                      |
| Perticone 20’ (aut.) Abruzzese 25’ | Marcatori | 42’ Diamanti 51’ Tavano 69’ Bergvold |

| Livorno 27 febbraio 2009, ore 20:45 28ª giornata | Livorno                     | 0 – 0 | Empoli | Stadio Armando Picchi\| Arbitro: \| Girardi (San Donà di Piave) \| |
| Arbitro:                                         | Girardi (San Donà di Piave) |       |        |                                                                    |

| Arbitro: | Giannoccaro (Lecce) |

|          |           |            |
| Eder 36’ | Marcatori | 34’ Tavano |

| Arbitro: | Candussio (Cervignano del Friuli) |

|               |           |             |
| Perticone 37’ | Marcatori | 77’ Gerardi |

| Arbitro: | De Marco (Chiavari) |

|             |           |              |
| Docente 20’ | Marcatori | 90+4’ Tavano |

| Arbitro: | C. Russo (Nola) |

|                          |           |                                   |
| Loviso 10’ Cellerino 16’ | Marcatori | 61’, 62’ Mastronunzio 75’ Soddimo |

| Arbitro: | Tagliavento (Terni) |

|                              |           |                |
| A. Caracciolo 1’, 74’ (rig.) | Marcatori | 3’, 50’ Tavano |

| Arbitro: | Gervasoni (Mantova) |

|              |           |                        |
| Diamanti 80’ | Marcatori | 90+4’ (rig.) Margiotta |

| Arbitro: | Pierpaoli (Firenze) |

|  |           |                                             |
|  | Marcatori | 6’ E. Filippini 39’ Galante 72’, 83’ Tavano |

| Arbitro: | Orsato (Schio) |

|                                    |           |                               |
| Tavano 24’ (rig.) Danilevicius 72’ | Marcatori | 66’ A. Lucarelli 86’ Paloschi |

| Arbitro: | Ciampi (Roma) |

|              |           |                       |
| Diamanti 73’ | Marcatori | 16’ Pinardi 47’ Bruno |

| Arbitro: | Rosetti (Torino) |

|  |           |                           |
|  | Marcatori | 84’ Miglionico 85’ Tavano |

| Arbitro: | Marelli (Como) |

|  |           |                       |
|  | Marcatori | 48’ Antonelli Agomeri |

| Arbitro: | De Marco (Chiavari) |

|                          |           |                                        |
| Zampagna 63’ Noselli 79’ | Marcatori | 58’ Miglionico 59’, 90+3’ Danilevicius |

| Arbitro: | N. Stefanini (Prato) |

|  |           |            |
|  | Marcatori | 78’ Perico |

| Arbitro: | Dondarini (Finale Emilia) |

|                           |           |                              |
| Belingheri 47’ Soncin 77’ | Marcatori | 55’ Diamanti 79’, 89’ Tavano |

### Play-off
| Arbitro: | Orsato (Schio) |

|                          |           |  |
| Freddi 68’ Abruzzese 86’ | Marcatori |  |

| Arbitro: | Celi (Campobasso) |

|                                                        |           |               |
| Tavano 24’ (rig.) Danilevicius 45+1’, 54’ Diamanti 51’ | Marcatori | 33’ Sansovini |

| Arbitro: | Rizzoli (Bologna) |

|                 |           |                         |
| Taddei 31’, 52’ | Marcatori | 10’ Diamanti 15’ Tavano |

| Arbitro: | Morganti (Ascoli Piceno) |

|                                      |           |  |
| Tavano 50’ Diamanti 60’ Bergvold 74’ | Marcatori |  |

### Coppa Italia
| Arbitro: | Baracani (Firenze) |

|                                  |           |  |
| Tavano 9’ Diamanti 68’ Volpe 83’ | Marcatori |  |

| Arbitro: | Ciampi (Roma) |

|  |           |                                          |
|  | Marcatori | 27’ A. Filippini 49’ Diamanti 58’ Tavano |

| Arbitro: | De Marco (Chiavari) |

|                                      |           |                          |
| Corini 8’ Zanetti 45+1’ Barone 90+4’ | Marcatori | 19’, 89’ (rig.) Diamanti |

## Statistiche

### Statistiche di squadra
| Competizione | Punti | In casa | In casa | In casa | In casa | In casa | In casa | In trasferta | In trasferta | In trasferta | In trasferta | In trasferta | In trasferta | Totale | Totale | Totale | Totale | Totale | Totale | DR  |
| Competizione | Punti | G       | V       | N       | P       | Gf      | Gs      | G            | V            | N            | P            | Gf           | Gs           | G      | V      | N      | P      | Gf     | Gs     | DR  |
| ------------ | ----- | ------- | ------- | ------- | ------- | ------- | ------- | ------------ | ------------ | ------------ | ------------ | ------------ | ------------ | ------ | ------ | ------ | ------ | ------ | ------ | --- |
| Serie B      | 68    | 21      | 7       | 10      | 4       | 29      | 19      | 21           | 9            | 10           | 2            | 35           | 21           | 42     | 16     | 20     | 6      | 64     | 40     | +24 |
| Coppa Italia |       | 1       | 1       | 0       | 0       | 3       | 0       | 2            | 1            | 0            | 1            | 5            | 3            | 3      | 2      | 0      | 1      | 8      | 3      | +5  |
| Totale       |       | 22      | 8       | 10      | 4       | 32      | 19      | 23           | 10           | 10           | 3            | 40           | 24           | 45     | 18     | 20     | 7      | 72     | 43     | +29 |